# Penstemon jamesii
Penstemon jamesii är en grobladsväxtart som beskrevs av George Bentham. Penstemon jamesii ingår i släktet penstemoner, och familjen grobladsväxter. Inga underarter finns listade i Catalogue of Life.